# Sladkorna pena
Sladkórna péna je sladkarija, izdelana iz sladkorja. Prodaja se predvsem na raznih sejmih.
Izumil jo je leta 1830 neki ameriški zobozdravnik.
V posebni napravi za izdelavo sladkorne pene se običajen sladkor segreje, utekočini in ob uporabi centrifugalne sile iztisne skozi zelo majhne šobe. Tako nastale niti niso kristalizirane kot vhodna sestavina, ampak amorfne, zato so mehke kot vata.
Zaradi izgleda se sladkorju pogosto doda barvila.
Sladkorna pena pospešuje nastanek kariesa.